# Faustin-Archange Touadéra

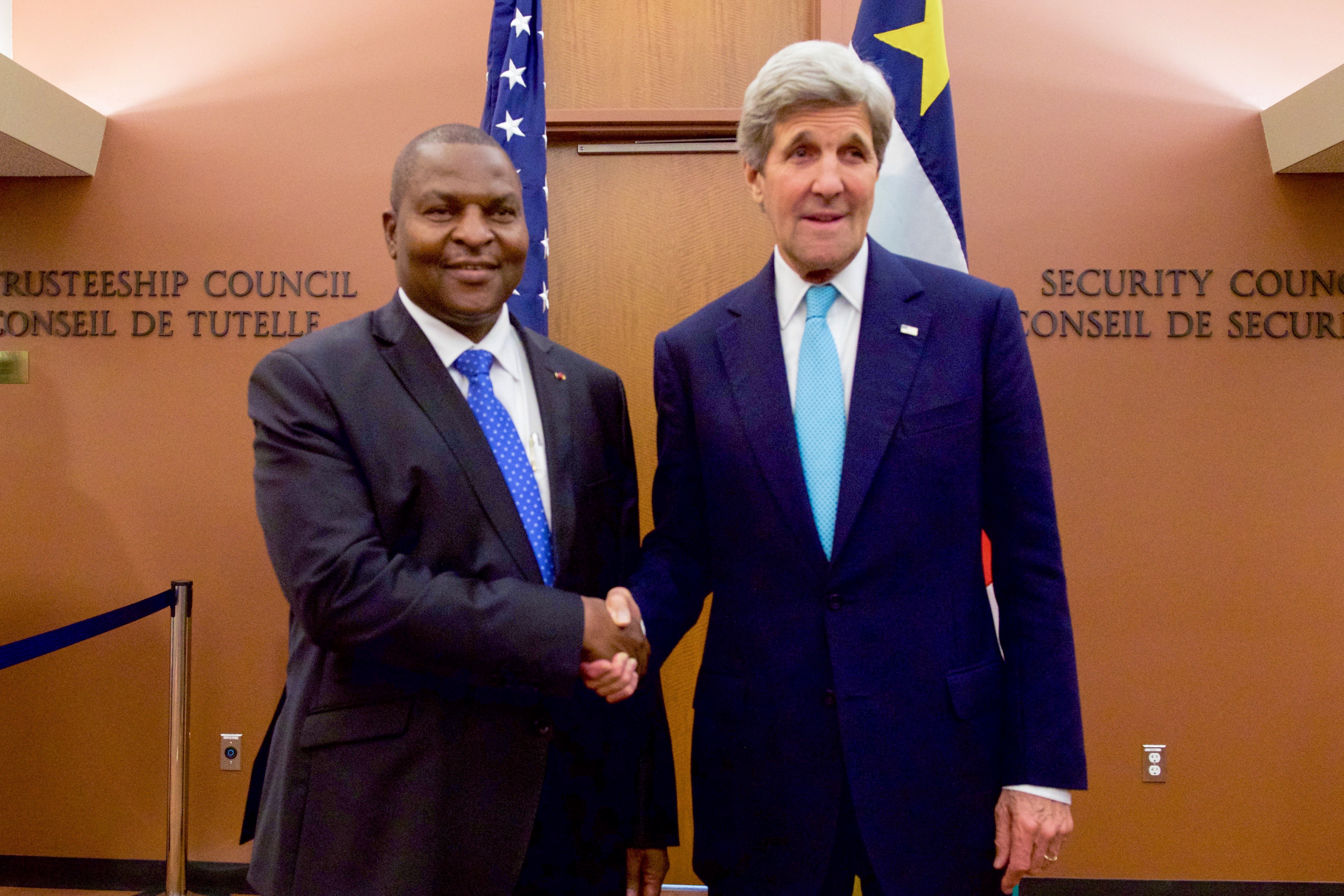
Faustin-Archange Touadéra i John Kerry, 22 kwietnia 2016

Faustin-Archange Touadéra (ur. 21 kwietnia 1957 w Bangi) – środkowoafrykański matematyk i polityk, premier Republiki Środkowoafrykańskiej od 22 stycznia 2008 do 17 stycznia 2013, prezydent Republiki Środkowoafrykańskiej od 30 marca 2016.

## Życiorys
Faustin-Archange Touadéra urodził się w 1957 w Bangi. Jego rodzina pochodziła z miasta Damara. Edukację na szczeblu średnim pobierał w Barthelemy Boganda College w Bangi. Następnie studiował matematykę na Uniwersytecie Bangijskim oraz Uniwersytecie Abidżańskim. Doktoryzował się na Université des sciences et technologies w Lille, we Francji. W 2004 uzyskał również doktorat z matematyki na Uniwersytecie w Jaunde, w Kamerunie.
W 1987 został wykładowcą matematyki na Uniwersytecie Bangijskim. W latach 1989–1992 był wicedziekanem Wydziału Nauk. W 1999 wszedł w skład Międzypaństwowego Komitetu Standaryzacji Programów Matematycznych w Krajach Francuskojęzycznych (CIEHPM) i był jego przewodniczącym w latach 2001–2003. W maju 2004 objął funkcję wicekanclerza Uniwersytetu Bangijskiego.
W styczniu 2008 w Republice Środkowoafrykańskiej wybuchł strajk pracowników służb państwowych, domagających się wypłaty zaległych wynagrodzeń. W tych okolicznościach prezydent François Bozizé mianował nowym szefem rządu Faustina-Archange Touadérę. 28 stycznia 2008 został ogłoszony skład rządu Touadery, w którym znalazło się 29 ministrów. W nowym rządzie stanowisko wiceministra obrony objął syn prezydenta, Francis Bozizé, a sam prezydent utrzymał pozycję ministra obrony.
Po roku urzędowania, 18 stycznia 2009, prezydent Bozizé rozwiązał rząd Touadéry, aby na jego miejsce powołać nowy rząd jedności narodowej. Było to następstwem podpisanego 20 grudnia 2008 w Bangi porozumienia między prezydencką partią rządzącą a ugrupowaniami opozycyjnymi. Porozumienie to kończyło polityczny konflikt między dwoma stronami po tym, jak Bozizé przejął władzę w 2003 w wyniku zamachu stanu. Przewidywało włączenie do rządu przedstawicieli opozycji, zorganizowanie wyborów parlamentarnych w 2009 i prezydenckich w 2010 oraz utworzenie specjalnej komisji nadzorującej wprowadzanie w życie porozumienia.
19 stycznia 2009 prezydent na czele nowego gabinetu ponownie postawił niezależnego Touadérę. Tego samego dnia został powołany cały 31-osobowy gabinet. Część miejsc objęli w nim członkowie APRD (Powszechna Armia na rzecz Odnowy Republiki i Demokracji) oraz dwóch innych partii opozycyjnych.
Urząd zajmował do 17 stycznia 2013, kiedy nowym premierem został mianowany Nicolas Tiangaye. Zmiana na stanowisku premiera nastąpiła w wyniku konfliktu zbrojnego w Republice Środkowoafrykańskiej, do wybuchu którego doszło w grudniu 2012, kiedy to rebelianci wystąpili przeciwko władzy prezydenta Bozizé i opanowali północną część kraju. Konflikt zakończył się w wyniku porozumienia z Libreville zawartego 11 stycznia 2013, którego jednym z postanowień było powołanie nowego rządu jedności narodowej złożonego z przedstawicieli obozu rządzącego, opozycji oraz rebeliantów i przeprowadzenie nowych wyborów parlamentarnych.
12 stycznia 2013 prezydent Bozizé zgodnie z porozumieniem z Libreville zdymisjonował rząd Touadéry, a 17 stycznia 2013 nowym szefem rządu mianował Nicolasa Tiangaye'a.

### Wybory prezydenckie w 2016 roku
W wyborach prezydenckich przeprowadzonych 30 grudnia 2015 i 14 lutego 2016 Faustin-Archange Touadéra zwyciężył w drugiej turze pokonując Aniceta-Georgesa Dologuélé z wynikiem 62,71% głosów. 30 marca 2016 Touadéra złożył przysięgę i oficjalnie objął stanowisko prezydenta kraju.